# Primera carta als Tessalonicencs
La Primera Carta als Tessalonicencs és una epístola paulina del Nou Testament de la Bíblia cristiana. L'epístola s'atribueix a l'apòstol Pau i s'adreça a l'església de Tessalònica, a l'actual Grècia per reforçar la seva fe i encoratjar-los a continuar escampant el missatge de Crist. És probablement una de les primeres cartes de Pau, probablement escrites a finals de l'any 52 dC, durant el regnat de Claudi, encara que alguns estudiosos creuen que l'Epístola als Gàlates podria haver estat escrita cap a l'any 48 dC. La llengua original és grec koiné.

## Rerefons i públic
Tessalònica és una ciutat del golf Termaic, que en l'època de Pau estava dins de l'Imperi Romà. Pau va visitar Tessalònica i va predicar a la població local, guanyant conversos que es van convertir en una comunitat cristiana. Hi ha un debat sobre si els conversos de Pau eren originalment jueus o no. Els Fets dels Apòstols descriuen que Pau predicava en una sinagoga jueva i persuadia gent que ja era jueva que Jesús era el Messies, però a Primera Tessalonicencs el mateix Pau diu que els conversos s'havien allunyat dels ídols, suggerint que abans no eren jueus. Pau va arribar.
La majoria dels estudiosos del Nou Testament creuen que Pau va escriure aquesta carta des de Corint només uns mesos després d'haver marxat de Tessalònica, encara que la informació adjunta a aquesta obra en molts manuscrits primerencs (per exemple, els Còdex Alexandrinus, Mosquensis i Angelicus) afirma que Pau la va escriure a Atenes després que Timoteu tornés de Macedònia amb notícies de l'estat de l'església a Tessalònica.

## Manuscrits més antics que es conserven
S'ha perdut el manuscrit original d'aquesta carta, així com més d'un segle de còpies. El text dels manuscrits supervivents varia. Els manuscrits supervivents més antics que contenen part o la totalitat d'aquest llibre inclouen:
- Papir 46 (c. 200 dC)
- Papir 65 (segle iii)
- Codex Vaticanus (325–350)
- Còdex Sinaiticus (330–360)
- Còdex Alexandrinus (400–440)
- Còdex Ephraemi Rescriptus (c. 450)
- Codex Freerianus (c. 450)
- Codex Claromontanus (c. 550)

## Composició

### Data
Està àmpliament acceptat que la Primera als Tessalonicencs és un dels primers llibres del Nou Testament que s'han escrit i el primer text cristià existent. La majoria dels estudiosos moderns del Nou Testament daten la Primera als Tessalonicencs al 49–51 dC, durant l'estada de 18 mesos de Pau a Corint coincidint amb el seu segon viatge missioner. Una minoria d'erudits que no reconeixen la historicitat dels Actes el daten a principis dels anys 40 dC. La inscripció de Delfos data el proconsulat d'Acaia de Gal·li al 51-52 dC, i Ac 18:12-17 esmenta Gal·li, cap al final de l'estada de Pau a Corint.
La Primera als Tessalonicencs no se centra en la justificació per fe ni en qüestions de relacions jueu-gentils, temes que es tracten a totes les altres cartes. Per això, alguns estudiosos veuen això com una indicació que aquesta carta va ser escrita abans de l'Epístola als Gàlates, on les posicions de Pau sobre aquestes qüestions van ser formades i dilucidades.

### Autenticitat

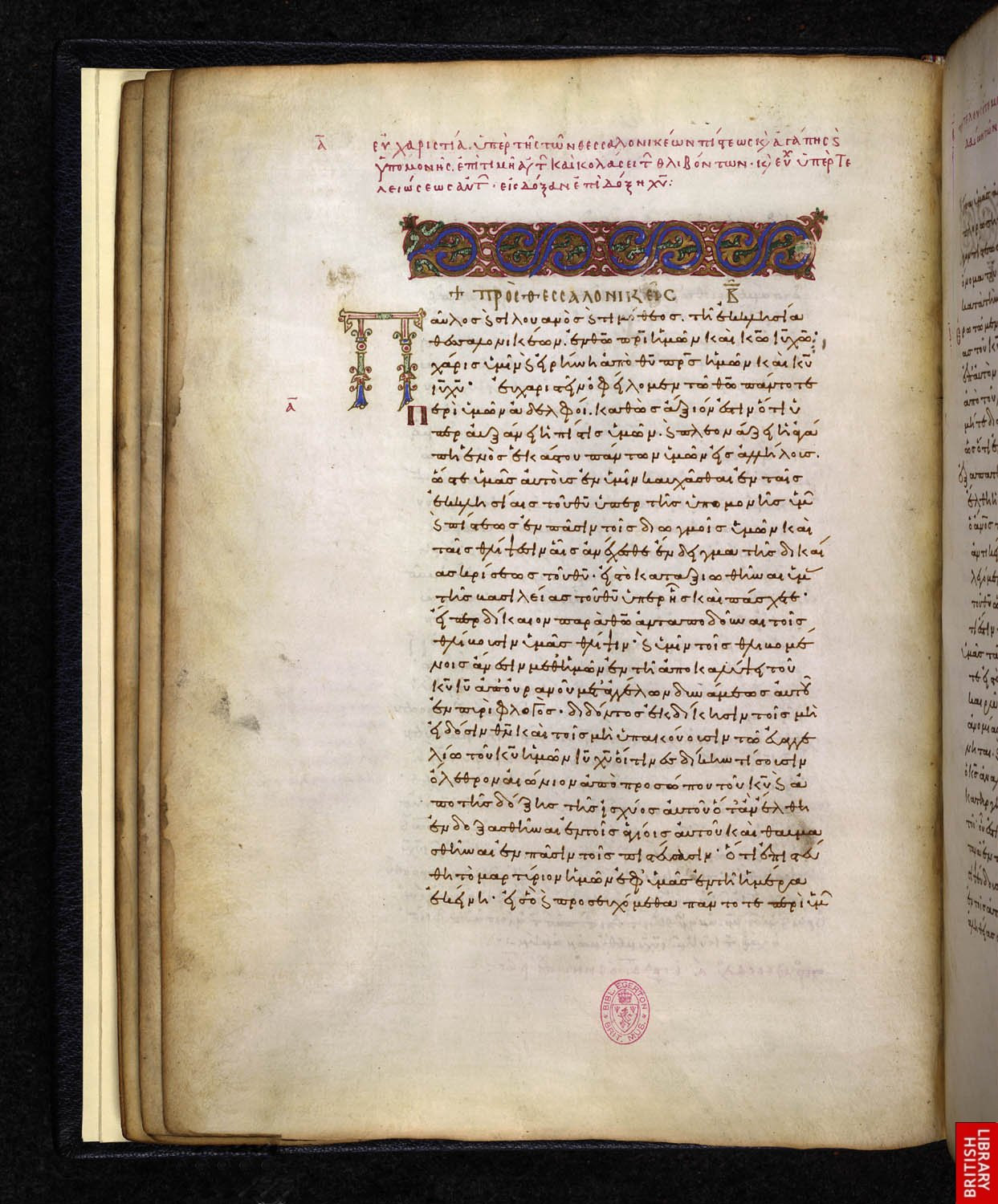
La primera pàgina de l'epístola a Minúscula 699 dóna el seu títol com a προς θεσσαλονικεις, "Als tessalonics".

La majoria dels estudiosos del Nou Testament consideren que 1 Tessalonicencs és autèntic, tot i que una sèrie d'erudits a mitjans del segle xix van dubtar de la seva autenticitat, sobretot Clement Schrader i F.C. Baur. La Primera als Tessalonicencs coincideix amb altres cartes paulines acceptades, tant en estil com en contingut, i la seva autoria també és afirmada per la Segona als  Tessalonicencs.

### Integritat
L'autenticitat de 1Tes 2:13–16 de la Primera als Tessalonicencs ha estat discutida per alguns. Es fan els arguments següents en contra de la seva autenticitat en funció del seu contingut:
- Es considera que és teològicament incompatible amb les altres epístoles de Pau: en altres llocs Pau atribuïa la mort de Jesús als "governants d'aquest temps"[16] més que als jueus, i en altres llocs Pau escriu que els jueus no han estat abandonats per Déu, perquè " tot Israel serà salvat".[17]
- No hi va haver persecucions històriques extensives de cristians per part dels jueus a Palestina abans de la primera guerra jueva.[18]
- L'ús del concepte d'imitació a 1 Tes 2:14 és singular.
- L'aorist ἔφθασε[ν] ("ha superat") a 1 Tes 2:16 sembla referir-se a la destrucció de Jerusalem .[19] Segons 1 Tes 1:10, la ira de Déu encara està per venir; no és quelcom que ja s'hagi mostrat.[20]
- La sintaxi d'aquests versos es desvia de la del context circumdant.[21]

Diversos estudiosos han defensat des de llavors l'autenticitat d'aquests passatges.
De vegades també es suggereix que 1 Tes 5:1–11 és una inserció post-Paulina que té moltes característiques del llenguatge i la teologia lucanes que serveixen com a correcció apologètica a l'esperança imminent de Pau de la Segona Vinguda a 1 Tes 4:13–18. Alguns estudiosos, com Eckhart, Demke i Munro,han desenvolupat teories complicades que impliquen la redacció i la interpolació en la Primera i la Segona als Tessalonicencs.

## Continguts

### Esquema
1. (1:1-10) Salutació i acció de gràcies [28]
2. (2:1-20) Interaccions passades amb l'església [29]
3. (3:1-13) Sobre la visita de Timoteu [30]
4. (4:1-5:25) Problemes específics dins de l'església [31]
  1. (4:1-12) Relacions entre cristians [32]
  2. (4:13-18) Lamentar els morts [33]
  3. (5:1-11) Preparant-nos per a l'arribada de Déu [34]
  4. (5:12-25) Com s'han de comportar els cristians [35]
5. (5:26-28) Salutació de cloenda [36]

### Text
Pau, parlant per si mateix, Siles i Timoteu, donen gràcies per la notícia de la seva fe i amor; els recorda el tipus de vida que havia viscut mentre estava amb ells. Pau subratlla l'honor que es va comportar, recordant-los que havia treballat per guanyar-se la seva manutenció i es va esforçar molt per no carregar ningú. Va fer això, diu, tot i que podria haver utilitzat la seva condició d'apòstol per imposar-los-ho.
Pau continua explicant que els morts ressuscitaran abans que els que encara viuen, i ambdós grups saludaran el Senyor a l'aire.